# 金斯波特 (洛夫克拉夫特)
金斯波特是克蘇魯神話系列作品的虛構城鎮，位於美國麻薩諸塞州，在阿卡姆的東南方。金斯波特最早登場於霍華德·菲利普斯·洛夫克拉夫特1921年的著作《可怕的老人》。

## 創作靈感
金斯波特的創作原型是麻薩諸塞州名叫「馬布林黑德」的一座新英格蘭鎮，該鎮毗鄰塞勒姆。在洛夫克拉夫特親眼見識馬布林黑德的樣貌之前，他便已經創作出了金斯波特。洛夫克拉夫特於1922年造訪馬布林黑德，他迷上了這座小鎮，並在1929年時寫下了他對這座小鎮的感觸。根據洛夫克拉夫特所描述，對於馬布林黑德，「我那愚蠢的第一印象是，擁擠和屋頂」。他在看到日落時白雪皚皚的小鎮後改觀，「那一瞬間——1922年12月17日，大約是下午4點5分到4點10分——是在我將近40年的人生中，情緒達到最大高潮的一次。」

## 虛構描述
根據洛夫克拉夫特作品中的描述，金斯波特位於阿卡姆的東南方，就相對位置來說和它們的原型是一樣的（馬布林黑德也同樣位於塞勒姆的東南方）。金斯波特是克蘇魯神話中的重要角色倫道夫·卡特的家鄉，這裡也是卡特所居住的地方。
根據其他作家的描述，金斯波特是來自英格蘭和海峽群島的移民在1639年時建立的。金斯波特是一座海港，同時也是附近的造船中心。1692年時，金斯波特受到塞勒姆審巫案的影響，吊死了四名可疑的女巫。在美國獨立戰爭期間，金斯波特的商人們轉而從事針對英國船隊的私掠活動，因此遭到了英國的短暫封鎖。19世紀，海上貿易衰退，金斯波特轉而將漁業作為新的主要產業。在之後的20世紀中，金斯波特的經濟產業不斷的萎縮，目前則依賴旅遊業作為主要經濟來源。

## 登場作品

### 洛夫克拉夫特的作品
- 《可怕的老人》（1921年），故事舞臺位於金斯波特，故事中的老人住在金斯波特的水街（Water Street）。
- 《魔宴（英语：The Festival）》（1923年），故事舞臺位於金斯波特，不知名的敘事者拜訪了這座小鎮，以參加他那奇怪遠親所舉辦的「魔宴」。
- 《霧中怪屋（英语：The Strange High House in the Mist）》（1926年），大學教授湯瑪斯·奧爾尼（Thomas Olney）來到金斯波特旅遊時，對懸崖上方的一座老屋子起了興趣。
- 《銀鑰匙（英语：The Silver Key）》（1926年），倫道夫·卡特回想1880年代的金斯波特有座舊教堂，但現在該教堂已被拆除，原地址新蓋了一座公理教會醫院（Congregational Hospital）。
- 《夢尋秘境卡達斯（英语：The Dream-Quest of Unknown Kadath）》（1926年），奈亞拉托提普對金斯波特那陳舊的建築和非凡的海岸表達欣賞之意。
- 《查爾斯·迪克斯特·瓦德事件》（1927年），約翰·梅里特（John Merritt）聽說有人在金斯波特舉辦了一場奇怪的儀式。
- 《門外之物（英语：The Thing on the Doorstep）》（1933年），女學生阿塞納絲·維特（Asenath Waite）就讀於金斯波特的一所女子學校。

### 其他作家的作品
- 《在一座廢棄房屋中發現的筆記（英语：Notebook Found in a Deserted House）》（1951年），羅伯特·布洛克所著。
- 《光明會三部曲》（1975年），羅伯特·舒（英语：Robert Shea）和羅伯特·安東·威爾遜（英语：Robert Anton Wilson）所著。
- 《An Evil Guest 》（2008年），吉恩·沃爾夫所著。
- 拉姆齊·坎貝爾（英语：Ramsey Campbell）原本要將《The Church in High Street》的故事背景設定在金斯波特，但後來奧古斯特·德雷斯說服他，要他把故事背景改設定在英國的「Temphill」鎮。

### 遊戲
- 《克蘇魯的呼喚（英语：Call of Cthulhu (role-playing game)）》（1981年），桌上遊戲。
- 《魔鎮驚魂》（2005年），桌上遊戲。
- 《金斯波特魔宴》（Kingsport Festival，2014年），桌上遊戲。
- 《異塵餘生4》（2015年），電子遊戲，遊戲中有個叫做「金斯波特燈塔」的地點。
- 《克蘇魯危機》（Pandemic: Reign of Cthulhu，2016年），桌上遊戲，《瘟疫危機》的變體。

### 電視
- 〈Nocturne〉（2014年），英國電視劇《摩斯探長前傳》第二季第2集，當中提及了金斯波特。

## 腳註
1. ↑  在與其相對應的現實歷史中，馬布林黑德也吊死了一名叫做威爾莫特·里德的女巫嫌疑人。

## 外部連結
- "Antique Dreams: Marblehead and Lovecraft's Kingsport" by Donovan K. Loucks （页面存档备份，存于）